# СП Ла Фиорита
СП „Ла Фиорита“ (на италиански: Società Polisportiva La Fiorita – Многоспортно дружество „Ла Фиорита“) е спортен клуб с професионален футболен отбор от град Монтеджардино, Сан Марино.
Клубът е основан през 1967 година. Футболният му отбор играе домакинските си мачове на „Стадио Игор Крескентини“. Неговите клубни цветове са синьо и жълто.

## Успехи
- Шампионат на Сан Марино:
  -  Шампион (6): 1986/87, 1989/90, 2013/14, 2016/17, 2017/18, 2021/22
  -  Сребърен медал (8): 1988/89, 1993/94, 1994/95, 1996/97, 2015/16, 2018/19, 2020/21, 2022/23
  -  Бронзов медал (2): 1985/86, 2023/24
- Купа Титано: 
  -  Носител (7): 1985/86, 2011/12, 2012/13, 2015/16, 2017/18, 2020/21, 2023/24
  -  Финалист (3): 1987/88, 1988/89, 2016/17
- Суперкупа/Трофео Федерале: 
  -  Носител (5): 1986, 1987, 2007, 2012, 2018
  -  Финалист (7): 1996, 1997, 2013, 2014, 2016, 2017, 2024